# Přechovický potok
Přechovický potok je vodní tok v jižních Čechách, který je pravostranným přítokem Volyňky v jejím 11,328 řkm. Je dlouhý 2,982 km a spadá do povodí Labe. Své pojmenování dostal tok od obce Přechovice, jíž protéká. Číslo hydrologického pořadí je 1-08-02-031.

## Popis toku
Svůj tok začíná na západním úbočí Milejovické hůrky (579 m n. m.) v nadmořské výšce 544 m n. m. Protéká oblastmi Na Maninách a V Zahrádkách, stáčí se mírně k severozápadu a vstupuje do obce Přechovice. V ní napájí nádrž v sousedství zdejšího obecního úřadu, která prošla v roce 2006 rekonstrukcí. Následně pod mostem podchází železniční trať číslo 198 a v jejím těsném sousedství též silnici I/4. Odtud pokračuje až ke svému ústí do řeky Volyňky.